# Geostiba brevifistula
Geostiba brevifistula – gatunek chrząszcza z rodziny kusakowatych i podrodziny rydzenic.
Gatunek ten opisany został po raz pierwszy w 2021 roku przez Volkera Assinga na łamach „Contributions to Entomology”. Jako lokalizację typową wskazano północne okolice Lesorię na południowym wschodzie Oni w gruzińskim regionie Racza-Leczchumi i Dolna Swanetia. Epitet gatunkowy oznacza po łacinie „krótkorurkowa” i odnosi się do kształtu spermateki samicy.
Chrząszcz o wydłużonym ciele długości od 2,2 do 2,7 mm. Głowa jest rudożółta do żółtawobrązowej z żółtymi czułkami. Oczy są silnie uwstecznione, pozbawione fasetek. Przedplecze i pokrywy mają barwę głowy. U samca pokrywy mają kil wzdłuż szwu, wyniesione krawędzie tylne i parę wcisków z ziarnistym punktowaniem. Odnóża mają żółte ubarwienie. Rudożółty do żółtawobrązowego odwłok ma ósmy sternit u samicy szeroko na tylnym brzegu zaokrąglony, a u samca tępo wyciągnięty. Na powierzchni siódmego tergitu samca występuje para ukośnych, ku tyłowi lekko zbieżnych guzków środkowych. Genitalia samca mają edeagus o woreczku wewnętrznym pozbawionym kolców i zaopatrzonym w dość tęgie flagellum. Samica ma spermatekę o części proksymalnej krótkiej i pozbawionej inwaginacji.
Gatunek palearktyczny, znany wyłącznie z lokalizacji typowej. Znaleziony został na zaniedbanym cmentarzu ze zdominowanym przez buki starodrzewiem na rzędnych około 1410 m n.p.m. Bytuje w ściółce.